# Tiliães
Os Tiliães são um povo indígena de recente autodenominação étnica que vivem na área da vila de Vulcão (espanhol: Volcán) do departamento de Tumbáia (em espanhol: Tumbaya), no setor sul da Quebrada de Humahuaca, da província de Cucui (em espanhol: província de Jujuy) na Argentina. Por ora sua língua original é desconhecida por não haver registros escritos, acreditando-se que eram falantes da língua omaguaca, sendo os atuais tiliães falantes de espanhol ou quíchua.

## História
Na época da ocupação da área pelo Império Inca no século XVI, a Quebrada de Humahuaca era ocupada de norte a sul por povos que não tinham uma liderança comum: os omaguacas, tilcaras, purmamarcas e tiliães, enquanto nos vales vizinhos viviam os oclôias e os ossas, que eram dependentes dos dois primeiros. A sede do curaca Tilião teria sido na área de Vulcão, já que documentos como a ordem do Mercado de Peñalosa em 1595 mencionam a cidade de Tiliar ou Tilião (espanhol: Tilián) a 5 léguas de São Salvador de Cucui (em espanhol: San Salvador de Jujuy) e não mais que 2 ou 3 léguas de Purmamarca.
A ocupação inca produziu profundas mudanças na organização política, econômica e social dos povos da Quebrada de Humahuaca. A rede de estradas inca, os Caminhos Incas, conectava essas cidades com o resto do império permitindo o escoamento de produtos agrícolas e minerais, enquanto as línguas locais iam dando lugar à língua quíchua.
A ocupação espanhola no século XVI sofreu resistência dos indígenas que se agruparam sob a liderança do curaca Viltipoco, mas ao serem derrotados foram divididos em encomiendas, sendo grande parte dos tiliães obrigados a irem para o Vale de Lerma, no sul da província de Salta. Os encomenderos Román Valero e Pedro Marco em 1583. Logo após que o capitão Francisco de Argañaraz y Murguía fundou São Salvador de Cucui em 1593, ordenou:
“llamar a los yndios del pueblo de Tilian que esta apartado desta ciudad seys leguas para trabajar en las obras de fundación”
(chamar aos índios do povoado de Tilião, que está a seis léguas desta cidade, para trabalhar nas obras de fundação)
A última menção colonial do povo Tilião é de 1599 e refere-se à distribuição de três mitas. A identidade destes povos confundiu-se dentro do grupo indígena dos Colhas (espanhol: Collas).

## Comunidades
O Censo Argentino de 2001 incluiu uma questão destinada a detectar domicílios com pelo menos uma pessoa reconhecida como pertencente e/ou descendente de um povo indígena. Com os resultados obtidos, foi realizado o Levantamento Complementar de Povos Indígenas (ECPI) 2004-2005, que deu a informação de que algumas pessoas se reconheceram e/ou descendem em primeiro grau do povo tilião, mas seu número não foi suficiente para quantificá-lo estatisticamente.
O Censo Argentino de 2010 também não revelou a existência de pessoas que se reconheceram tiliães em números estatisticamente significativos, mas posteriormente começaram a se organizar separadamente do grupo Colha na zona de Vulcão.
Desde 1995, o Instituto Nacional de Assuntos Indígenas da Argentina (INAI) começou a reconhecer personalidade jurídica das comunidades indígenas na Argentina por meio da inscrição no Registro Nacional de Comunidades Indígenas (Renaci), mas nenhuma comunidade tiliã obteve o reconhecimento.  Posteriormente na província de Cucui registrou as 4 comunidades tiliães que reapareceram no departamento de Tumbáia, que ao todo somam cerca de 350 habitantes:
- Comunidade aborígine de Chilcayoc do povo Tilião (em Três Cruzes) (em 1º de novembro de 1996)
- Comunidade indígena El Antigal do povo Tilião (em Finca Bárcena) (em 4 de setembro de 2008)
- Comunidade aborígine de Vulcão do povo Tilião (em Tumbáia) (em 7 de fevereiro de 2003)
- Comunidade aborígine de La Banda do povo Tilião (em Vulcão) (em 5 de maio de 2003)

Em 6 de agosto de 2004, foi criado no INAI o Conselho de Participação Indígena (CPI), reformulado em 2008, direcionando suas funções para tarefas de acompanhamento e fortalecimento de suas comunidades. É formado por representantes eleitos em assembléias comunitárias por município e por província, entre os quais estão os tiliães de Cucui.